# Natalja Andrejewna Sobolewa
Natalja Andrejewna Sobolewa (russisch Наталья Андреевна Соболева; * 11. Dezember 1995 in Taschtagol) ist eine russische Snowboarderin. Sie startet in den Paralleldisziplinen.

## Werdegang
Sobolewa startete im Januar 2011 in Adelboden erstmals im Europacup belegte dabei Plätze 18 und 17 jeweils im Parallel-Riesenslalom. Beim Europäischen Olympischen Winter-Jugendfestival 2011 in Liberec wurde sie Fünfte im Parallel-Riesenslalom. Ihr erstes Weltcuprennen absolvierte sie im März 2011 in Moskau und errang dabei den 34. Platz im Parallelslalom. In der Saison 2012/13 holte sie vier Siege im Europacup und errang zudem einmal den zweiten und einmal den dritten Platz. Sie kam damit auf den fünften Platz in der Parallelwertung. Im Januar 2013 erreichte sie in Bad Gastein mit Platz vier im Parallelslalom ihre erste Top-Zehn-Platzierung im Weltcup. Im selben Monat gelang ihr bei den Snowboard-Weltmeisterschaften in Stoneham der siebte Platz im Parallelslalom. Bei den Snowboard-Juniorenweltmeisterschaften 2013 in Erzurum gewann sie die Bronzemedaille im Parallelslalom. Zudem wurde sie dort Fünfte im Parallel-Riesenslalom. In der Saison 2013/14 kam sie bei sechs Weltcupstarts, zweimal unter die ersten Zehn und belegte damit den 12. Platz im Parallelweltcup und den neunten Rang im Parallelslalom-Weltcup. Beim Saisonhöhepunkt den Olympischen Winterspielen 2014 in Sotschi errang sie den 15. Platz im Parallelslalom. Bei den Snowboard-Juniorenweltmeisterschaften 2014 in Chiesa in Valmalenco und bei den Snowboard-Juniorenweltmeisterschaften 2015 in Yabuli holte sie im Parallelslalom und im Parallel-Riesenslalom jeweils die Goldmedaille. In der Saison 2014/15 errang sie jeweils den 17. Platz im Parallelslalom-Weltcup, Parallel-Riesenslalom-Weltcup und im Parallelweltcup. Ihr bestes Einzelergebnis dabei war der vierte Platz im Parallel-Riesenslalom im Skigebiet Carezza. In Montafon erreichte sie mit Platz zwei im Teamwettbewerb zusammen mit ihren Bruder Andrei ihre erste Podestplatzierung im Weltcup. Beim Saisonhöhepunkt den Snowboard-Weltmeisterschaften 2015 am Kreischberg kam sie auf den 20. Platz im Parallel-Riesenslalom und auf den 12. Rang im Parallelslalom. In der folgenden Saison lief sie mit zwei Platzierungen unter die ersten Zehn, auf den 16. Platz im Parallelweltcup und auf den 13. Rang im Parallelslalom-Weltcup. Bei den Snowboard-Weltmeisterschaften 2017 in Sierra Nevada gelang ihr der 18. Platz im Parallelslalom. Nach Platz 24 und Platz 20 jeweils im Parallel-Riesenslalom zu Beginn der Saison 2017/18, erreichte sie mit Platz drei im Parallelslalom in Cortina d’Ampezzo ihre erste Podestplatzierung im Weltcupeinzel. Bei den Olympischen Winterspielen 2018 in Pyeongchang belegte er den 19. Platz im Parallel-Riesenslalom. Die Saison beendete sie auf dem 14. Platz im Parallel-Weltcup und auf dem fünften Rang im Parallelslalom-Weltcup.
In der Saison 2018/19 errang Sobolewa mit sieben Top-Zehn-Platzierungen, darunter Platz zwei im Parallel-Riesenslalom in Rogla, den achten Platz im Parallelweltcup und den sechsten Platz im Parallel-Riesenslalom-Weltcup. Bei den Weltmeisterschaften 2019 in Park City gewann sie die Silbermedaille im Parallel-Riesenslalom. Zudem kam sie dort auf den 14. Platz im Parallelslalom. Anfang März 2019 holte sie bei der Winter-Universiade in Krasnojarsk die Bronzemedaille im Parallel-Riesenslalom und die Silbermedaille im Parallelslalom. In der folgenden Saison wurde sie mit vier Top-Zehn-Ergebnissen, darunter Platz drei im Parallel-Riesenslalom in Rogla, Zehnte im Parallelweltcup und Achte im Parallel-Riesenslalom-Weltcup. In den folgenden Jahren belegte sie bei den Snowboard-Weltmeisterschaften 2021 in Rogla den 17. Platz im Parallel-Riesenslalom sowie den sechsten Rang im Parallelslalom und bei den Olympischen Winterspielen 2022 in Peking den 20. Platz im Parallel-Riesenslalom.

## Teilnahmen an Weltmeisterschaften und Olympischen Winterspielen

### Olympische Winterspiele
- 2014 Sotschi: 15. Platz Parallelslalom, 17. Platz Parallel-Riesenslalom
- 2018 Pyeongchang: 19. Platz Parallel-Riesenslalom
- 2022 Peking: 20. Platz Parallel-Riesenslalom

### Snowboard-Weltmeisterschaften
- 2013 Stoneham: 7. Platz Parallelslalom
- 2015 Kreischberg: 20. Platz Parallel-Riesenslalom
- 2017 Sierra Nevada: 18. Platz Parallelslalom
- 2019 Park City: 2. Platz Parallel-Riesenslalom, 14. Platz Parallelslalom
- 2021 Rogla: 6. Platz Parallelslalom, 17. Platz Parallel-Riesenslalom

## Weltcup-Gesamtplatzierungen
| Saison  | Parallel | Parallel | Parallel-Riesenslalom | Parallel-Riesenslalom | Parallelslalom | Parallelslalom |
| Saison  | Punkte   | Platz    | Punkte                | Platz                 | Punkte         | Platz          |
| ------- | -------- | -------- | --------------------- | --------------------- | -------------- | -------------- |
| 2011/12 | 19       | 60.      | –                     | –                     | –              | –              |
| 2012/13 | 866      | 24.      | 106                   | 41.                   | 760            | 13.            |
| 2013/14 | 1308     | 12.      | 358                   | 19.                   | 950            | 9.             |
| 2014/15 | 1492     | 17.      | 652                   | 17.                   | 840            | 17.            |
| 2015/16 | 1358     | 16.      | 382                   | 21.                   | 976            | 13.            |
| 2016/17 | 979,4    | 22.      | 599,4                 | 22.                   | 380            | 21.            |
| 2017/18 | 2910     | 14.      | 1590                  | 17.                   | 1320           | 5.             |
| 2018/19 | 3474     | 8.       | 2756                  | 6.                    | 718            | 18.            |
| 2019/20 | 2695     | 10.      | 2140                  | 8.                    | 555            | 17.            |
| 2020/21 | 148      | 17.      | 52                    | 24.                   | 96             | 12.            |
| 2021/22 | 158      | 19.      | 82                    | 20.                   | 76             | 13.            |